# 大韓民国中央情報部
大韓民国中央情報部（だいかんみんこくちゅうおうじょうほうぶ、略称KCIA）は、韓国にかつて存在した情報機関。大韓民国国家情報院の前身。1961年5月の軍事クーデター直後の同年6月10日に設立された。初代部長の金鍾泌は統一教会（現・世界平和統一家庭連合）を韓国の政治的目的のために再組織した。1968年に反共産主義をスローガンとした国際勝共連合を文鮮明に命じて作らせた。KCIAは朴正煕の独裁政権を支える中枢機関であり、国民からは、恐怖政治の執行機関として恐れられた。

## 概要

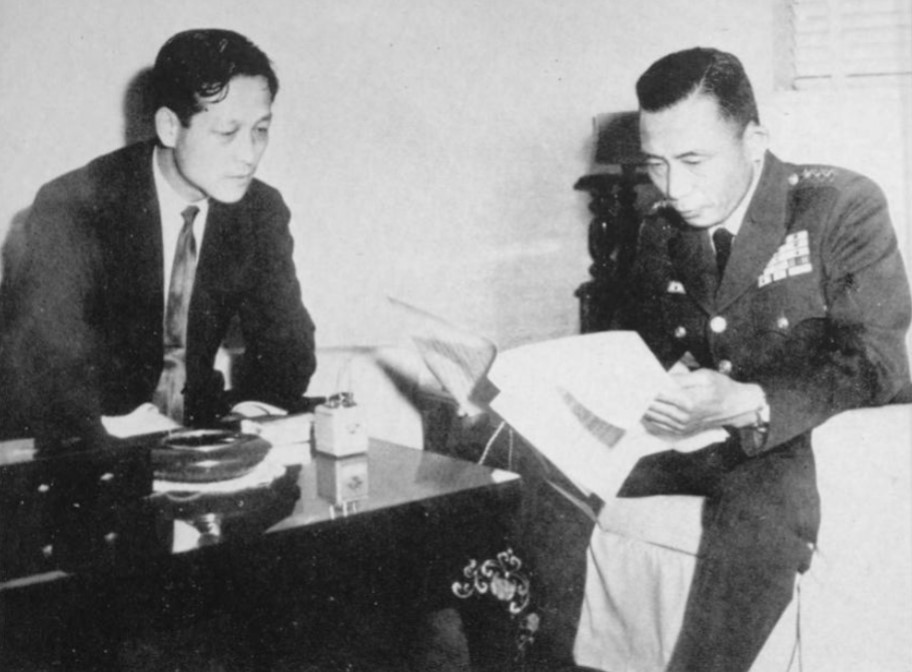
金鍾泌と朴正熙（1962年）

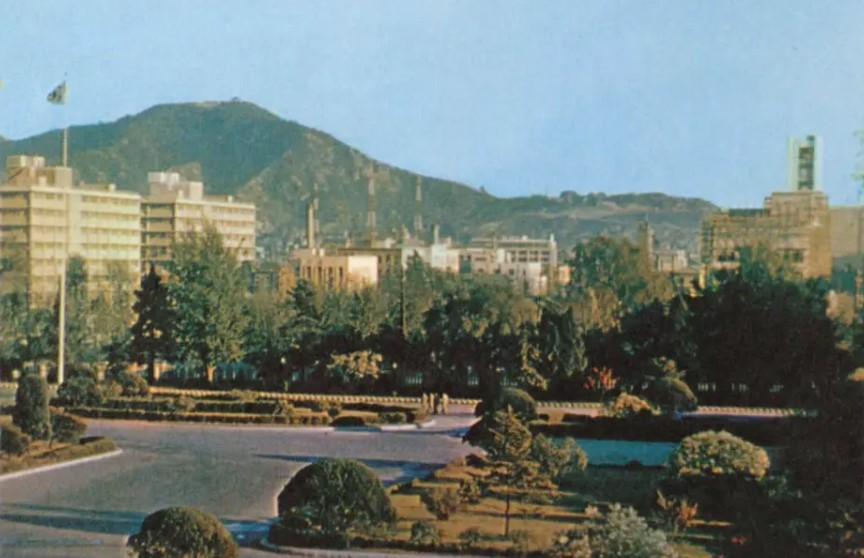
KCIAの本部があった南山（1960年代撮影）

1961年5月16日、朴正煕による軍事クーデターが発生。それから約1ヵ月後の6月10日、大韓民国陸軍の諜報機関である陸軍防諜部隊（Counter Intelligence Corps、CIC。アメリカ陸軍にも同名部隊がある）のメンバーを中心として正式に発足した。組織・職員・予算は非公開とされ、職員は公募でなく生え抜きの軍人から約10万人が選抜され、主要な任務は北朝鮮に対する諜報活動及び工作員の摘発であったが、軍政時代は反政府運動の取締りにも辣腕を発揮した。根拠法は国家保安法と社会安全法（現：保安観察法）。
一局から九局まであり（四局は「四（サ）」が「死」につながるとして欠番）、正規の職員は3千人と言われた。南山の北側正面と東側麓に五、六局があり、主にそこで取り調べが行われたことから「南山（ナムサン）」と通称された。国民生活の隅々まで監視し、朴の独裁に反対する国民を摘発し、職務として「西氷庫」などで連行した被疑者に対する拷問を行い、殺害することもあったため、国民から恐れられた。
初代部長の金鍾泌は1963年1月までの在任中に、統一教会を韓国の政治的目的のために再組織し、国内外で政治工作を行った。
1973年8月8日、KCIAは東京都千代田区のホテルで金大中を暗殺目的で拉致した。船で連れ去り、8月13日に本国で解放した（金大中事件）。
1970年代には、朴東宣、統一教会（現・世界平和統一家庭連合）と共謀した対米工作「コリアゲート事件」を主導した。
アジア放送研究会の山下透 (放送研究者)の調べによると、地下放送であった希望のこだま放送は、KCIAが行っていたとされる。これについては軍政時代から「（放送は）韓国の特殊機関が行っている」と韓国放送公社（KBS）の関係者も認めていた。
1979年10月26日、KCIA部長の金載圭が朴正煕大統領と車智澈大統領府警護室長を射殺（朴正煕暗殺事件）。この後、大統領になった全斗煥によって、1981年4月8日に「国家安全企画部」に改組された。
1998年2月に金大中が大統領に就任。金大中政権下で、1999年1月に「国家情報院」に改組された。政治犯罪のみならず経済犯罪も扱い、また職員の公募も始まるなど、次第にその秘匿性を減らしていった。

## 中央情報部が関連した事件
推定も含む。
- 第一次人民革命党事件（1964年）
- 東ベルリン事件（1967年）
- 統一革命党事件（1968年）
- 金大中事件（1973年）
- 民青学連事件（1974年）
- 第二次人民革命党事件（1974年）
- 学園浸透スパイ団事件（1975年）
- コリアゲート事件（1970年代）
- 南民戦事件（1979年）
- 金炯旭失踪事件（1979年）
- 朴正煕暗殺事件（1979年）